# Tennis ai V Giochi del Mediterraneo
Il torneo di tennis dei V Giochi del Mediterraneo di Tunisi 1967 ha previsto lo svolgimento di 2 gare, singolare e doppio maschile. La nazione dominatrice del torneo fu la Spagna, che si aggiudicò tutte e 2 le gare e conquistò 5 delle 6 medaglie in palio.

## Podi

### Uomini
| Evento                      | Oro                                    | Argento                            | Bronzo                                 |
| Singolo maschile (dettagli) | Manuel Santana                         | Juan Gisbert                       | José Luis Arilla                       |
| Doppio maschile (dettagli)  | Spagna Manuel Santana José Luis Arilla | Spagna Juan Gisbert Manuel Orantes | Italia Giordano Maioli Vittorio Crotta |

## Medagliere
| Posizione | Paese  |   |   |   | Totale |
| --------- | ------ | - | - | - | ------ |
| 1         | Spagna | 2 | 2 | 1 | 5      |
| 2         | Italia | 0 | 0 | 1 | 1      |
| Totale    | Totale | 2 | 2 | 2 | 6      |